# Bladon
Bladon är en ort och civil parish i Storbritannien.   Den ligger i grevskapet Oxfordshire och riksdelen England, i den södra delen av landet, 90 km väster om huvudstaden London. Bladon ligger 76 meter över havet och antalet invånare är 753.
Sir Winston Churchill är begravd i Bladon.
Terrängen runt Bladon är platt. Runt Bladon är det ganska tätbefolkat, med 199 invånare per kvadratkilometer. Närmaste större samhälle är Oxford, 10,8 km sydost om Bladon. Trakten runt Bladon består till största delen av jordbruksmark.